# Кампанія на Соломонових островах
Кампанія на Соломонових островах (англ. Solomon Islands campaign, яп. ソロモン諸島の戦い) — одна з основних кампаній на Тихоокеанському театрі військових дій під час Другої світової війни. Компанія почалася з висадки десанту та японською окупацією значних територій Британських Соломонових Островів та острова Бугенвіль протягом перших шести місяців 1942 року. Відразу після окупації японці розгорнули масштабне будівництво морських та авіаційних баз з метою підготувати плацдарм для наступу на Нову Гвінею та створити захисний бар'єр для своєї основної військової бази в Рабаулі, Нова Британія.
Союзники, оберігаючи свої комунікації та лінії постачання у південній частині Тихого океану, організували контрнаступ у Новій Гвінеї, ізолювали японську базу в Рабаулі та контратакували японців 8 серпня 1942 року на Соломонових островах з висадками на Гуадалканалі та малих прилеглих островах. Ці висадки спричинили серію битв на суші і на морі між супротивниками, починаючи з десанту на Гуадалканалі і продовжилися зіткненнями у центральних та північних Соломонах, на острові Нью-Джорджія та його околицях, на острові Бугенвіль.
У ході кампанії на виснаження бойові дії велися на землі, на морі й у небі, союзники виснажили японців, завдавши їм непоправні втрати у військових силах і засобах. Частина островів була відвойована, хоча японський опір тривав до кінця війни, частина японських позицій була ізольована і нейтралізована, а війська звідти виведено. На пізніх етапах кампанія на Соломонових островах поєднується з Новогвінейською кампанією.

## Хід кампанії
Союзники сформували зведене військово-повітряне з'єднання Cactus Air Force, домігшись панування в небі вдень. Японці відповіли швидкісними нічними поставковими рейсами, які вони прозвали «Щурячим транспортуванням» (а союзники — «Токійським експресом») через протоку Нью-Джорджія (прозвану «Щіль»). Відбувалися численні зіткнення в спробах припинити цей японський канал поставок. Протягом Гуадалканалської кампанії обидві сторони зазнали таких великих втрат на кораблях, що південна кінцівка протоки Нью-Джорджія, що спочатку називалася протока Саво, стала відома як протока Залізне дно.
Успіхи союзників на Соломонових островах убезпечили Австралію та Нову Зеландію від небезпеки припинення американських поставок. Операція «Катвіл» - генеральна стратегія союзних військ у кампаніях у Новій Гвінеї та на Соломонових островах - почалася 30 червня 1943 року, і призвела до блокади та нейтралізації Рабаула, а також звела до нуля перевагу японців на морі та в небі. Це відкрило шлях союзникам на Філіппіни і дозволило відрізати Японію від багатих на природні ресурси територій Нідерландської Ост-Індії.
Кампанія на Соломонових островах досягла своєї найвищої точки в запеклих боях Бугенвільської кампанії, яка тривала до кінця війни.